# Великорусский шовинизм

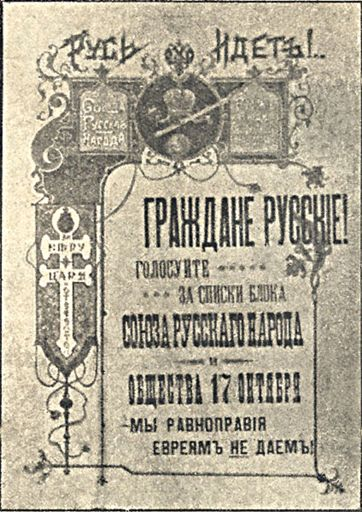
Агитационная листовка избирательной кампании выборов в Государственную думу Российской империи III созыва единого блока черносотенного «Союза русского народа» и «Союза 17 октября»

Великорусский шовинизм — шовинистический русский национализм, имеющий истоки в Российской империи. Может быть связан с понятием «русской идеи».

## Российская империя
В процессе Отечественной войны 1812 года увлечение высших слоёв французской культурой начало уступать перед русским патриотизмом, что способствовало развитию русского национализма. Национализм этого периода составлял часть консервативной идеологии и в целом не выходил за рамки последней. Характерными чертами раннего русского национализма стали галлофобия, поскольку «безбожная революционная Франция» рассматривалась русскими консерваторами крайне негативно; борьба с польскими привилегиями; борьба с иностранным влиянием в сфере религии, моральных норм и культуры; апология мифологизированной и идеализированной истории России и русского народа, которые деятели русского романтического национализма воспринимали как полную противоположность революционной Франции.
Реакцией на французский революционный девиз «Свобода, равенство, братство» и развившееся на основе французских идей декабристское понимание национализма стала возникшая в царствование императора Николая I теория официальной народности. Эта концепция государственной идеологии Российской империи, была выражена в сформулированной графом Сергеем Уваровым триаде: «Православие, самодержавие, народность», формуле русского консерватизма. Согласно Уварову, важность народности заключалась в следующем: «Дабы Трон и Церковь оставались в их могуществе, должно поддерживать и чувство Народности, их связующее. Вопрос о Народности не имеет того единства, какое представляет вопрос о Самодержавии; но тот и другой проистекают из одного источника и совокупляются на каждой странице Истории Русского народа». Уваров призывал к отказу от «чуждых и бесполезных» «мечтательных призраков», «следуя коим нетрудно было бы, наконец, утратить все остатки народности, не достигнувши мнимой цели европейского образования». В официальную идеологию России вместо термина «нация» был введён термин «народность» (перевод фр. nationalitè — «национальность»).
В пореформенное время понятие «русский вопрос» оказалось тесно связанным как с «польским» и «остзейским вопросами», так и с социальной и религиозной проблематикой. Юрий Самарин первым заявил об ущемлении прав этнических русских в Российской империи. Позднее эта тема была развита Николаем Лесковым и Никитой Гиляровым-Платоновым. Во время Польского восстания 1863—1864 годов Катков призывал к силовому подавлению последнего и предлагал наделить землёй польское, украинское и белорусское крестьянство, которое, по его мысли, должны быть противопоставлено антироссийски настроенной польской аристократии. Демократические идеи были характерной чертой «русского направления» 1860-х — 1880-х годов. В этот период религиозные идеи в рамках русского национализма постепенно отходили на второй план. По мнению Каткова, следовало не бороться с католичеством, а переводить латинское богослужение на русский язык. Для Каткова центральное место занимало российское государство, верность которому понимал как главный критерий «русскости».
В конце XIX века идея нации в России трансформировалась в идеологию, направленную на охрану самодержавия и имперского устройства. С этого периода под русским национализмом в России понимались организационно оформленные группы, продвигавшие идеи национального эгоизма, великодержавного шовинизма и ксенофобии.
Политика двух последних российских императоров относительно национальных окраин и Кавказа в частности характеризуется стремлением к централизации в управлении, связанном с великодержавным шовинизмом, который отрицательно сказался на всей дальнейшей истории взаимоотношений России с народами Кавказа. По мнению исследователей, повсеместная русификация и конфессиональная пристрастность привнесли много вреда в российскую политику в этом регионе.
Ряд авторов рассматривают взгляды Николая Данилевского как националистические, считая, что он санкционировал политические устремления царизма, оправдывал его великодержавный шовинизм, борьбу российской государственности с другими народами. Эта точка зрения оспаривается. В идеях великодержавного шовинизма обвинялся Николай Гоголь, согласно которому Россия стоит впереди других народов в плане более полного воплощения христианского идеала. Этот взгляд на писателя встречает возражения: по Гоголю залогом будущего России выступают не только особые духовные дары, которыми щедро наделён русский человек в сравнении с другими народами, но также и осознание им своего неустройства, евангельской духовной нищеты и огромные возможности, которыми обладает Россия как сравнительно молодая христианская держава.
В условиях постепенной либерализации общества ослабления влияния религии, в конце 1900 — начале 1901 года было основано «Русское собрание», являвшееся элитарным клубом националистически настроенных консерваторов, призывавших бороться с ситуацией, «когда любовь к отечеству была в забвении», «когда стало невыгодным быть русским человеком». Вскоре эта группа составила интеллектуальный центр русского правого движения. Большинство её участников понимали национализм в консервативном ключе, близком к концепции Уварова.
Революция 1905—1907 годов вызвала существенную реакцию со стороны монархически настроенных групп, получивших известность как черносотенное движение. Крайне правые организации черносотенцев действовали в 1905—1917 годах. Они основывались на идеях русского национализма и использовали лозунги защиты монархии и православия. К их числу принадлежали Союз русского народа, Русский народный союз имени Михаила Архангела и др. Лидерами и идеологами черносотенцев были Владимир Грингмут, Александр Дубровин, Павел Крушеван, Николай Марков, В. М. Пуришкевич. Черносотенцы включали в себя реакционные, контрреволюционные и антисемитские группы, которые с потворства властей осуществляли нападения на революционные группы и совершали еврейские погромы. Социальную основу этих организаций составляли разнородные элементы: помещики, представители духовенства, крупной и мелкой городской буржуазии, купцы, крестьяне, рабочие, мещане, ремесленники, казаки, полицейские чины, выступавшие за сохранение незыблемости самодержавия на основании уваровской формулы «Православие, самодержавие, народность». После Февральской революции 1917 года организации черносотенцев подпали под запрет.
Широкое участие в революции представителей этнических меньшинств, которые были недовольны своим положением, имело следствием рост националистических настроений, направленных, по мнению консерваторов, на защиту русского народа, воспринимавшегося правыми как носитель православных и монархических начал, а также — против «внутренних врагов», которыми были объявлены денационализированные члены русского общества, а также евреи, поляки, финны и другие народы, которые принимали участие в борьбе с самодержавием. По мнению историка А. В. Репникова, в этот период русский консерватизм «всё больше сосредотачивался на проблеме этнического самоутверждения русского народа как народа главенствующего», чем существенно отличался «и от славянофилов, и от мыслителей типа Леонтьева и Победоносцева». Однако члены большей части правых партий начала XX века (Союз русского народа, Союз русских людей, Русская монархическая партия, Русский народный союз имени Михаила Архангела и др.) в своих работах чаще пользовались термином «народность», а не «нация». «Народность» они рассматривали не как политическую или этническую общность, а в качестве «культурно-конфессионального объединения с открытыми границами». По мнению Э. А. Попова, «правые партии в России не были собственно националистическими», поскольку национальный вопрос в их идеологии занимал существенное, «но всё же подчиненное значение», в сравнении с вопросом о сохранении российского самодержавия.
«Национал-патриоты» начала XX века особо акцентировали внимание на том, что Россия является в первую очередь русским государством. Лозунг «Россия для русских!» стал для них непосредственным руководством к действию. Лозунг первоначально был выдвинут черносотенцами, затем стал общим для русских националистов принципом политического доминирования этнических русских в пределах империи. Принцип выражался в требованиях предоставления преимущественных прав этническим русским, понимаемым как русская нация.
Новым этапом стало возникновение в 1908 году первой в России националистической партии — Всероссийского национального союза (ВНС), которая существенно отличалась своими идеями от правых монархических партий. Члены партии именовали себя именно русскими националистами. Идеология ВНС была разработана Михаилом Меньшиковым, Николаем Куплеваским, Павлом Ковалевским, Василием Шульгиным и другими членами партии и стала результатом развития западноевропейского национализма. Это выразилось в первую очередь в инверсии уваровской триады: нация была поставлена на первое место, тогда как православие и самодержавие имели ценность только как вера и строй, которые наиболее подходили русскому народу. Относительно самодержавия некоторые и этих идеологов делали оговорку: «в данный исторический момент». Правые традиционалисты обвиняли националистов новой формации в «национализме без веры и царя» и скрытой приверженности либеральным идеям.
В начале XX века ни одно из направлений русского национализма, в отличие от социализма, не смогло получить поддержки широких масс, и на некоторое время русский национализм сошёл с исторической сцены.

## Советский и постсоветский периоды
В Советской России и СССР в условиях интернациональной марксистской идеологии отрицались национальные интересы и велась борьба с «русским великодержавным шовинизмом». Стремление к реализации ленинского варианта коммунизма в 1920-е годы выразилась, в частности, в отказе от культурных основ русского народа. Однако эта политика в целом потерпела неудачу.
По мнению большевиков, национализм нерусских народов был вызван в первую очередь реакцией на угнетение царским режимом, а также недоверием к великорусам. Владимир Ленин считал, что следует различать национализм угнетающих и национализм угнетаемых наций, из чего, в рамках антиколониального дискурса, следовал тезис о преимущественной опасности великорусского шовинизма в сравнении с национализмом угнетённых им, с точки зрения большевиков, народов. Иосиф Сталин уточнял этот принцип, утверждая, что грузинский и некоторые другие национализмы также осуществляли подавление и эксплуатацию более «слабых» народов. Его высказывания против великорусского шовинизма сопровождались упоминанием об опасности, хотя и меньшей, местных национализмов.
В 1920-е годы формировалась советская марксистская историческая школа, лидером которой был историк М. Н. Покровский. В 1930 году было создано дело «буржуазных историков». За решёткой оказались известные учёные, в том числе академики Н. П. Лихачёв, М. К. Любавский, С. Ф. Платонов, Е. В. Тарле и ряд других. Историков обвиняли в великодержавном шовинизме и монархических взглядах. Покровский, борясь с шовинизмом, впал в противоположную крайность — национальный нигилизм. Вместе со своими учениками он резко осуждал арестованных историков.
Идеология коммунистической партии с течением времени приобретала национальные черты. Со второй половины 1930-х годов она постепенно трансформировалась в более националистический вариант большевизма, связанный со Сталиным. Понятие «русскости» было восстановлено в общественном сознании, и фактически стало синонимом советской идентичности.
С началом «большого скачка», ускоренной индустриализации и коллективизации, советская политика коренизации начала свёртываться. Наиболее активным сопротивление коллективизации было в окраинных национальных районах. Усиление роли центральных ведомств в первую пятилетку привело к подрыву роли местных языков в администрации. Под воздействием объективных, в том числе финансовых, сложностей и сопротивления со стороны аппарата центральных ведомств задачи национализации в языковой сфере в 1920-е годы нигде не были решены окончательно. На рубеже 1920-х и 1930-х годов почти повсеместно вместе преобладания языка титульной национальности на практике имело место двуязычие. Когда начались поиски «козлов отпущения» за неудачные решения этого периода, произошла инверсия, и вместо постулируемой ранее главной угрозы советской национальной политике в лице великорусского шовинизма причиной стал считаться местный национализм, были проведены репрессии в первую очередь против «буржуазных националистов» и «попавших под их влияние» местных партийных функционеров.
С середины 1930-х годов официальная пропаганда сделала резкий поворот от идеи мировой революции к имперскому представлению о «великом русском народе». Взгляды Покровского были подвергнуты осуждению. Сталину импонировало самодержавие и наивный монархизм масс с его обожествлением государя. Ему понравилась монография «Наполеон» вернувшегося из ссылки Е. В. Тарле.
С середины 1930-х годов в ходе отказа от идеи мировой революции и разгрома Сталиным старой «ленинской гвардии» советская идеология и политика из революционно-эмансипаторской постепенно трансформировалась в неоимперскую. В ходе этой эволюции главной идеологической опорой стал государственный руссоцентричный патриотизм, включавший активное использование советским партийным руководством русских национальных символов и героев с целью патриотической индоктринации населения. Американским исследователем Д. Бранденбергером был предложен термин «руссоцентризм». Следствием этих политических изменений стало восстановление позитивного образа дореволюционной России и возврат этатистского дискурса. Если в 1920-е годы политика памяти акцентировалась на радикальном разрыве с «проклятым прошлым», то через полтора десятилетия правящие круги начали строить дискурс исторической преемственности от «старорежимной» к советской России. Эта пересмотренная историческая концепция включала идею «прогрессивных» царей Ивана Грозного и Петра I, которые строили могучее государство, как это делает Сталин. Русский народ стал использоваться как несущий элемент всей новой имперской конструкции.
С середины 1930-х и в 1940-е годы в Советском Союзе развивался государственный шовинизм.
В учебниках, изданных до начала Великой Отечественной войны, традиционно писали о завоевательной политике царской России. В конце 1930-х годов стали говорить, что завоевание Россией было для народов окраин Российской империи «наименьшим злом». После войны усилилась шовинистическая кампания, выражение «наименьшее зло» ушло в прошлое, появилась универсальная формула «добровольное присоединение». Народные движения против царского экспансионизма стали рассматриваться как антирусские и реакционные.
Великая Отечественная война вызвала подъём национального самосознания. В условиях Холодной войны, противостояния с западными державами, происходила дальнейшая трансформация советской идеологии в направлении почвенничества, «русификации» большевизма. На место идеи борьбы с «русским великодержавным шовинизмом» была поставлена борьба с «безродным космополитизмом». Последняя началась в 1949 году с редакционной статьи в «Правде» под названием «Об одной антипатриотической группе критиков». Вскоре «безродных космополитов» и «антипатриотов» начали выискивать и «разоблачать» повсеместно. Слово «космополит» служило эвфемистической заменой слова «жид».
В период хрущёвской «оттепели» послевоенный «национал-коммунизм» из официальной идеологии начал трансформироваться в национально-патриотическое течение внутри КПСС, теряя влияние.
Значительную часть советской и постсоветской истории категория «русское» было объектом скепсиса, критики, деконструкции как в науке, так и в идеологии, часто увязывалось с имперским прошлым России, великодержавным шовинизмом и национализмом.
«Русская идея» в явной или скрытой форме присутствовала в рамках официальной идеологии, маскируясь под неё и проявляясь в таких сферах, как официальная пресса, литературное поле социалистического реализма и др. Эта идеология имела и низовые проявления. Наблюдалась идеологическая эволюция советских славянофилов и трансформация в шовинизм на социальном уровне. Имело место подпольное идеологическое поле самиздата, нецензурных нелегальных изданий, где славянофилы играли значительную роль.
Политологи рассматривают агрессивный шовинистический национализм постсоветского периода как совокупность идеологий, заполнивших «идеологический вакуум», оставшийся после коммунизма. Отмечается также исторические корни этого шовинизма, в том числе в советской идеологии. Многие молодёжные контркультуры в России, включая скинхедов, формируют свою картину мира на восприятии великодержавного шовинизма, в результате чего термин державность отрицательно воспринимается большинством россиян.